# Sensor d'infraroig
Un sensor d'infraroig és un dispositiu electrònic capaç de mesurar la radiació electromagnètica infraroja dels cossos que es troben en el seu camp de visió. Tots els cossos refracten una certa radiació, aquesta radiació resulta invisible per als nostres ulls però no per aquests aparells electrònics, ja que a l'espectre es troba just per sota del rang de la llum visible.

## Principi de funcionament
Els raigs infraroigs (IR) entren dins del fototransistor on hi ha material piroelèctric, natural o artificial, normalment formant una làmina prima dins de nitrur de gal·li (GaN), nitrat de cesi (CsNO3), derivats de fenil-pirazina, i ftalocianina de cobalt.
Normalment estan integrats en diverses configuracions(1,2,4 píxels de material piroelèctric). En el cas de parelles s'acostuma a donar polaritats oposades per treballar amb un amplificador diferencial. Per tal de provocar l'autocancel·lació dels increments d'energia d'IR i el desacoblament de l'equip.

### Sensors passius
Està format únicament pel fototransistor amb la tasca de mesurar les radiacions provinents dels objectes.

### Sensors actius
Es basen en la combinació d'un emissor i un receptor pròxims entre ells, normalment formen part d'un mateix circuit integrat. L'emissor és un díode LED infraroig (IRED) i el component receptor és el fototransistor.

Taula components sensor actiu
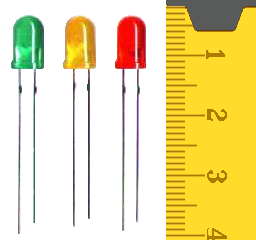
Diodes
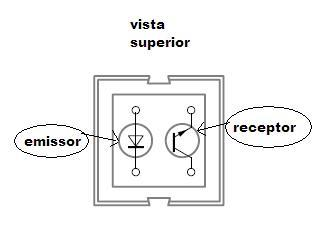
Esquema sensor infraroig
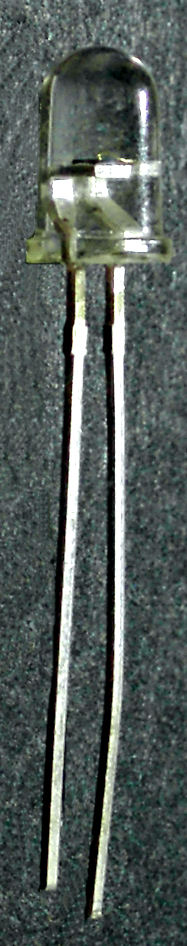
Fotodiode

## Classificació segons el tipus de senyal emès

### Sensors reflexius

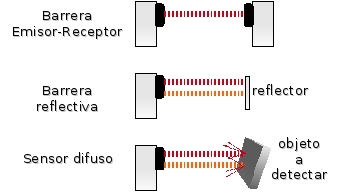
Sensors fotoelèctrics

Aquest tipus de sensor presenta una cara frontal en la qual hi trobem tant el LED com el fototransistor. Degut a aquesta configuració el sistema ha de mesurar la radiació provinent del reflex de la llum emesa pel LED. S'ha de tenir present que aquesta configuració és sensible a la llum ambient perjudicant les mesures, que poden presentar errors, per tant hem d'incorporar circuits de filtratge en termes de longitud d'ona, i per això serà important que treballin en ambients de llum controlada. Un altre aspecte a tenir en consideració és el coeficient de reflectivitat dels objectes, no per totes les superfícies el sensor treballarà igual.
Un sensor reflexiu i per intercepció és un tipus de sensor que mesura canvis físics o químics i els converteix en un senyal. En aquest cas, amb l'ajuda d'un emissor de llum i d'un receptor, es poden muntar sistemes de detecció i càlcul de distàncies. Per altra banda, segons els materials utilitzats, es poden classificar en el tipus "de ranura" (on s'estableix un altre tipus de connexió entre l'emissor i el receptor).
Els sensors d'objectes per reflexió estan basats en l'ocupació d'una font de senyal lluminós (llums, díodes LED, díodes làser, etc.) i una cel·la receptora del reflex d'aquest senyal, que pot ser un fotodíode, un fototransistor, LDR, que actuen com els receptors de control remot. N'hi ha de diverses sensibilitats, des dels que detecten un objecte acabat quan està a 5 mm de distància fins als que, usant feix d'infraroig modulats, poden fer-ho a més d'un metre. Òbviament per a cada ús especialitzat, s'inclouran materials específics.
Per a la detecció a curta distància se sol utilitzar (en el camp de la robòtica) el sensor de reflexió CNY70, de Telefunken, que està especificat en el seu full de dades per a detecció a 0,3 mm (ja que va ser pensat per utilitzar-lo en la detecció en discs de encoders, en els quals el dibuix de ranures està ben a prop del sensor), però s'usa en robots per detectar objectes a 10 o 20 mm de distància. Consta d'un díode emissor d'infrarojos i un fototransistor com a element sensible. Té l'avantatge de ser petit, compacte i de preu molt accessible.
Per a distàncies més grans, hi ha una sèrie de detectors de Sharp Corporation, entre els que es pot esmentar el GP2D02, un dels més coneguts, capaç de detectar objectes a 80 cm de distància. Té interessants prestacions integrades, ja que lliura un valor ja digitalitzat en 8 bits, a través d'una sortida sèrie. Un producte germà és el GP2D12, amb la diferència que la seva sortida de dades és analògica.

#### Sensors de ranura (sensor break-beam)
Amb elements òptics similars, és a dir emissor-receptor, hi ha els sensors "de ranura" (en alguns llocs, venen referenciats com "de barrera"), on s'estableix un feix directe entre l'emissor i el receptor, amb un espai entre ells que pot ser ocupat per un objecte. En interceptar el feix s'activa la detecció. Aquest tipus d'element (en especial els més comuns disponibles en el mercat, l'obertura o zona sensible és molt estreta) no és gaire utilitzat en l'àmbit industrial, encara que és possible trobar-los en algunes aplicacions.
Aquest tipus de sensor segueix el mateix principi de funcionament però la configuració del components és diferent, ambdós elements es troben enfrontats a la mateixa alçada a banda i banda d'una ranura normalment estreta, encara que trobem dispositius amb ranures més grans. Aquest tipus s'utilitzen típicament per a control industrial. Una altra aplicació la trobem com a detector de la quantitat de voltes d'un volant, acoblant el sensor a l'eix.

### Sensors modulats
Aquest tipus de sensor infraroig segueix el mateix principi que el de reflexió però utilitzant l'emissió d'un senyal modulat, reduint molt la influència de la il·luminació ambient. Són sensors orientats a la detecció de presència, mesura de distàncies o detecció d'obstacles per la independència de la il·luminació.

### Sensors d'escombrat

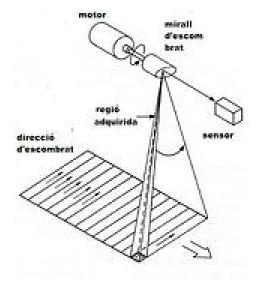
Escombrat òptic

La diferència amb els anteriors resideix en què el sensor realitza l'escombrat horitzontal de la superfície reflectant utilitzant senyals modulats per tal d'eliminar la influència de la llum ambient, color o reflectivitat dels objectes. Normalment aquests sistemes formen part d'un dispositiu de desplaçament perpendicular a l'eix d'exploració del sensor, per tal d'aconseguir les mesures de tota la superfície que volem estudiar.

#### Configuració òptica
Aquesta configuració es basa en un únic sensor enfrontat a un mirall, el qual genera la imatge d'una secció de la regió a mesurar. Aquest mirall és solidari amb un motor de rotació per tal d'aconseguit l'escombrat de l'àrea de mesura. Té l'avantatge que adquireix una seqüència contínua de la regió d'escombrat però resulta un sistema lent d'exploració.

#### Configuració de matriu de sensors
En aquest cas la configuració del sistema de mesura està format d'una matriu oconjunt de sensors d'infraroig, per tant no és necessari la utilització de cap sistema de miralls, només necessita un conjunt de lents òptiques d'enfoc (concentració de la radiació) a cadascun del sensors. Aquesta configuració és més complexa però permet major velocitat de translació i millor protecció contra els errors a la captació.

## Aplicacions

### Domèstiques
Per a aplicacions domèstiques, els sensors d'infraroig s'usen en electrodomèstics de línia blanca tals com forns microones, per exemple, per permetre la mesura de la distribució de la temperatura dintre del forn.
Aquests dispositius s'usen també per al control climàtic de la casa, per detectar escalfaments o refredaments de diferents objectes en un local. Aquest plantejament sofisticat permet que el sistema de climatització reaccioni abans que la temperatura del local variï. Els sensors d'infraroigs també es poden utilitzar com a sensors de gas.

### Ciències mèdiques i biològiques
Una tendència en el diagnòstic mèdic és desenvolupar nous mètodes de diagnòstics no invasors. Els sensors d'infraroig ofereixen una solució per certs procediments d'examinació, per exemple, els de mama i de muscles.
Una altra aplicació mèdica pels sensors d'infraroig és la mediació instantània de la temperatura del cos, és a dir, com un termòmetre remot.

### Seguretat aeroespacial, de defensa i territorial
Els sensors d'infraroig s'estan introduint també a les forces armades. Els sistemes de monitoratge de camp per infraroigs, tant fixos com portàtils, substitueixen cada cop més als sistemes refrigerats pel seu reduït consum d'energia.

### Automobilisme
En la indústria automobilística, els sensors d'infraroig s'utilitzen en el camp de la seguretat i el confort en l'conducció. El monitoratge del trànsit i l'estat de la carretera, els sistemes antiboira, l'estat dels neumàtics i dels frens, la millora de la visió del conductor i la detecció dels ocupants asseguts per al funcionament dels airbags intel·ligents són algunes de les aplicacions anteriors. D'altra banda, el control de la temperatura de la cabina i el control de la qualitat de l'aire constitueixen les aplicacions més recents.

### Perifèrics de TI i productes de consum
Una de les aplicacions futures és la integració d'un termòmetre per mesures de la temperatura dels cossos i objectes integrats als telèfons mòbils.